# Mariä-Himmelfahrt-Kathedrale (Lwiw)

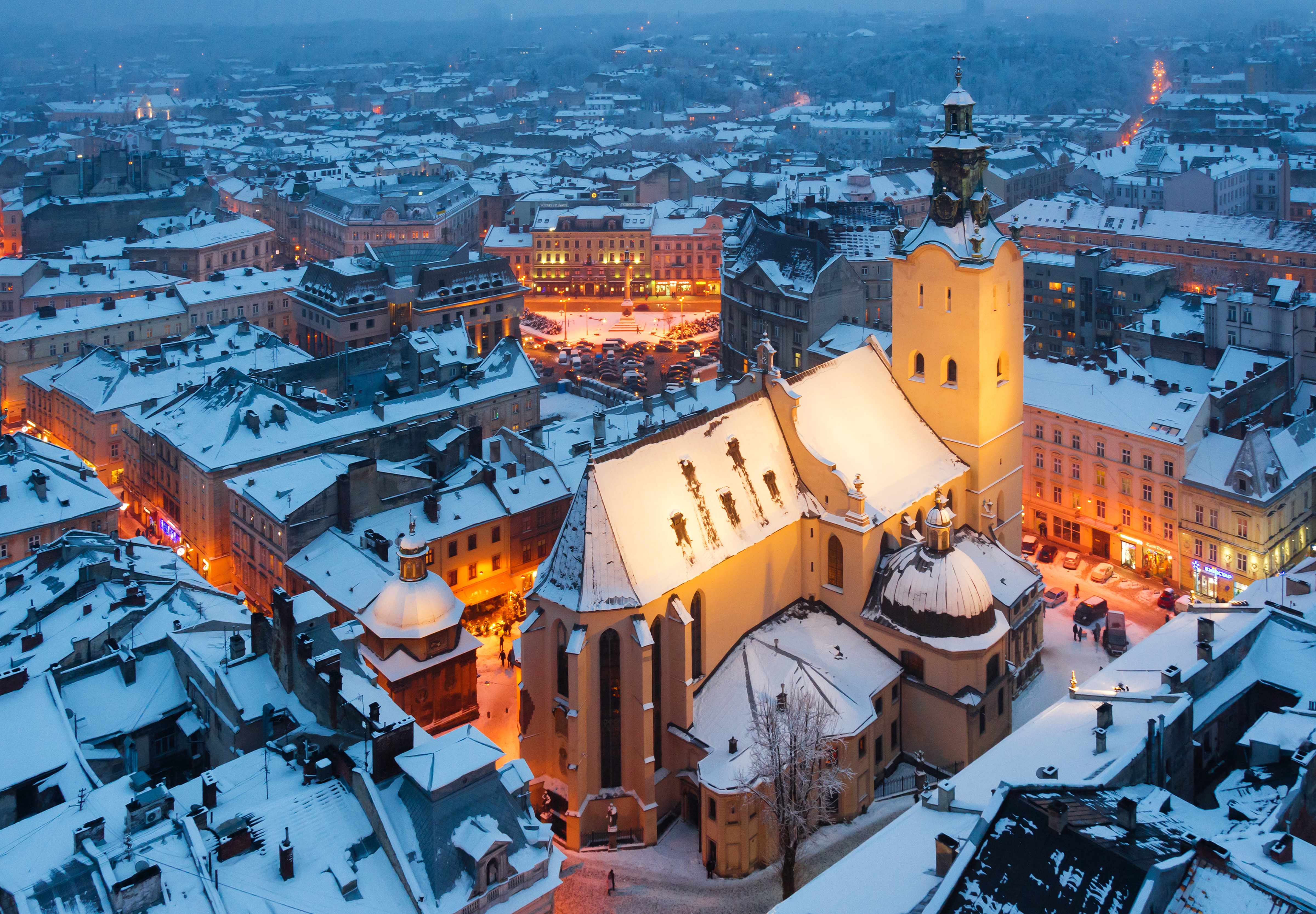
Kathedrale zu Lemberg

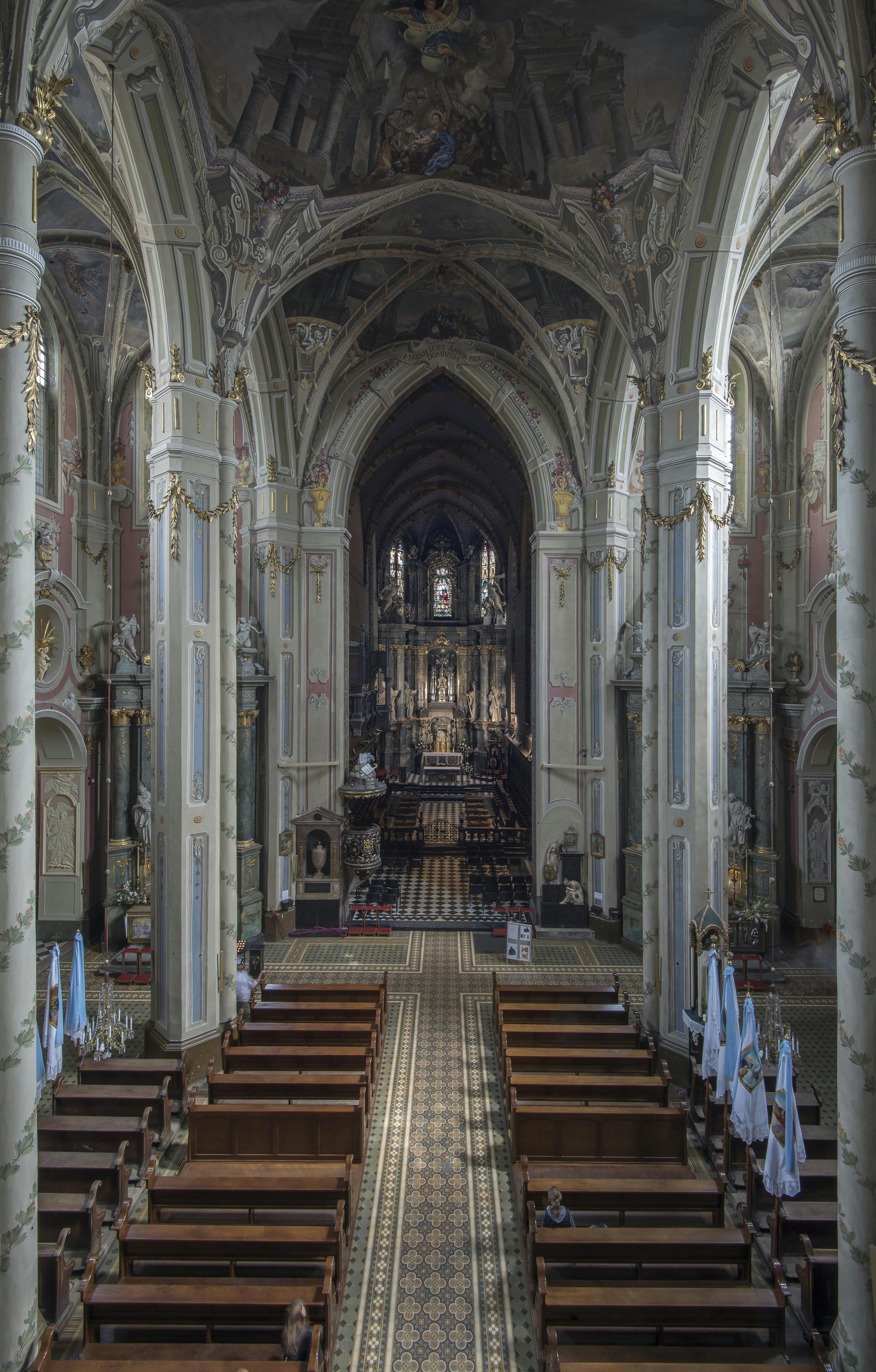
Inneres der Kathedrale mit der barocken Ausmalung um 1770

Die Lateinische Kathedrale Mariae Himmelfahrt (ukrainisch Архікатедральна базиліка Успіння Пресвятої Діви Марії Erzkathedrale des Entschlafens der Allerheiligsten Jungfrau Maria) ist die Kathedrale des Erzbistums Lwiw der römisch-katholischen Kirche in der Ukraine. Sie entstand vom 14. bis 15. Jahrhundert und wurde vom 18. bis zum 19. Jahrhundert stark umgebaut.

## Geschichte
Den Bau begann man zu Zeiten des polnischen Königs Kasimir des Großen im Jahr 1370. Das Patrozinium wurde von der kurz zuvor zerstörten orthodoxen Kirche des Entschlafens Mariae übernommen. Das Presbyterium beendete man 1404, das Hauptkirchenschiff 1474. Die Kathedrale wurde 1405 durch Bischof Maciej Janina geweiht.
Bei dem großen Feuer in Lwiw im Jahr 1527 wurde die Kathedrale stark in Mitleidenschaft gezogen. Am 1. April 1656 schwor König Johann II. Kasimir feierlich vor dem Bild der Gnädigen Madonna das sogenannte Lemberger Gelöbnis, die Gottesmutter Maria als die Königin Polens anzuerkennen, falls die Abwehr der Schwedenübermacht gelänge (was auch geschah).
In den Jahren 1765 bis 1772 wurde auf Anweisung von Erzbischof Wacław Sierakowski ein grundlegender Umbau angeordnet, bei welchem viele Grabdenkmäler, Epitaphien und Altäre der Gotik und der Renaissancezeit entfernt wurden. Der Bau bekam einen spätbarocken Charakter mit Rokokoelementen. 1777 bekam einer der zwei Türme (Höhe 65 m) einen Rokokohelm.
Eine neugotische Orgel wurde 1899 eingebaut.
Ende des 19. Jahrhunderts wurde das Presbyterium im gotischen Stil nach Plänen von Julian Zachariewicz erneuert. Ende des 19. Jahrhunderts baute man Glasmalereien (teilweise nach dem Projekt von Józef Mehoffer) ein. 1910 bekam die Kathedrale den Titel einer Basilica minor. Das Dach der Kathedrale und der Turm sind mit Messingblech bedeckt. 1917 wurde das Messingsblech der Kathedrale von den Österreichern entfernt, die ihn nur auf dem Turm beließen.
Rechts vom Hochaltar befindet sich ein Bronzegrabmal des Nikolaus Herburt von dem Nürnberger Pankraz Labenwolf (16. Jahrhundert).
In den Jahren 1998 bis 2000 wurde das Innere der Kathedrale gründlich durch polnische und ukrainische Restauratoren erneuert. 2006 feierte man den 350. Jahrestag des Lemberger Gelöbnisses unter Anwesenheit des polnischen Präsidenten Lech Kaczyński.
Neben der Kathedrale befindet sich die Boim-Kapelle.
Koordinaten: 49° 50′ 27,1″ N, 24° 1′ 52,1″ O